# Moscú (1938)
El destructor Moscú (en ruso: Москва́) fue uno de los seis destructores de la clase Leningrado construidos para la Armada Soviética durante la década de 1930, una de las tres variantes del Proyecto 1. Completado en 1938 y asignado a la Flota del Mar Negro, participó en la incursión en Constanza el 26 de junio de 1941, pocos días después del comienzo de la invasión alemana de la Unión Soviética. Una vez que el buque terminó de bombardear distintos objetivos en el puerto, una mina lo hundió.

## Diseño y descripción
Impresionados por los diseños de los grandes destructores franceses (contre-torpilleur) como la clase Vauquelin de principios de la década de 1930, los soviéticos diseñaron su propia versión. Los Leningrads tenían una eslora de 127,5 metros y 122 metros de largo en la línea de flotación. Los barcos tenían una manga de 11,7 metros y un calado de 4,06 metros a toda carga. Construido en dos lotes, el primer lote (Proyecto 1) desplazó 2180 toneladas con carga estándar y 2623 toneladas a toda carga. Su tripulación constaba de 250 oficiales y marineros en tiempo de paz y 311 en tiempo de guerra. Los barcos tenían tres turbinas de vapor con engranajes, cada una impulsando una hélice, diseñadas para producir 66.000 caballos de fuerza en el eje (49.000 kW) utilizando vapor de tres calderas de tres tambores que estaba destinado a darles una velocidad máxima de 40 nudos (74 km/h). Los destructores de la clase Leningrado tenían una autonomía de 2100 millas náuticas (3900 km) a 20 nudos (37 km/h).
Tal como se construyeron, los barcos de la clase Leningrado montaron cinco cañones B-13 de 130 milímetros en dos pares de monturas individuales superfuego a proa y popa de la superestructura y otra montura entre el puente y el embudo delantero. Las armas estaban protegidas por escudos de armas. La defensa antiaérea fue proporcionada por un par de cañones 34-K AA de 76,2 milímetros en soportes individuales en la superestructura de popa y un par de cañones AA 21-K de 45 milímetros montados a cada lado del puente, así como una docena de ametralladoras Browning M2 de 12,7 milímetros en seis montajes gemelos. Llevaban ocho tubos lanzatorpedos de 533 mm en dos montajes cuádruples giratorios; cada tubo estaba provisto de una recarga. Los barcos también podrían transportar un máximo de 68 o 115 minas y 52 cargas de profundidad. Estaban equipados con un conjunto de hidrófonos Arktur para la detección antisubmarina.

## Historial de combate
La construcción del destructor Moscú, llamado así por la capital de la República Socialista Federativa Soviética de Rusia, se inició el 29 de octubre de 1932 en el Astillero No. 198 (Astillero del Mar Negro) en Mykolaiv, y su botadura tuvo lugar el 30 de octubre de 1934. Fue remolcado al Astillero No. 201 en Sebastopol para su finalización, siendo terminado el 10 de agosto de 1938 y quedando asignado a la Flota del Mar Negro.

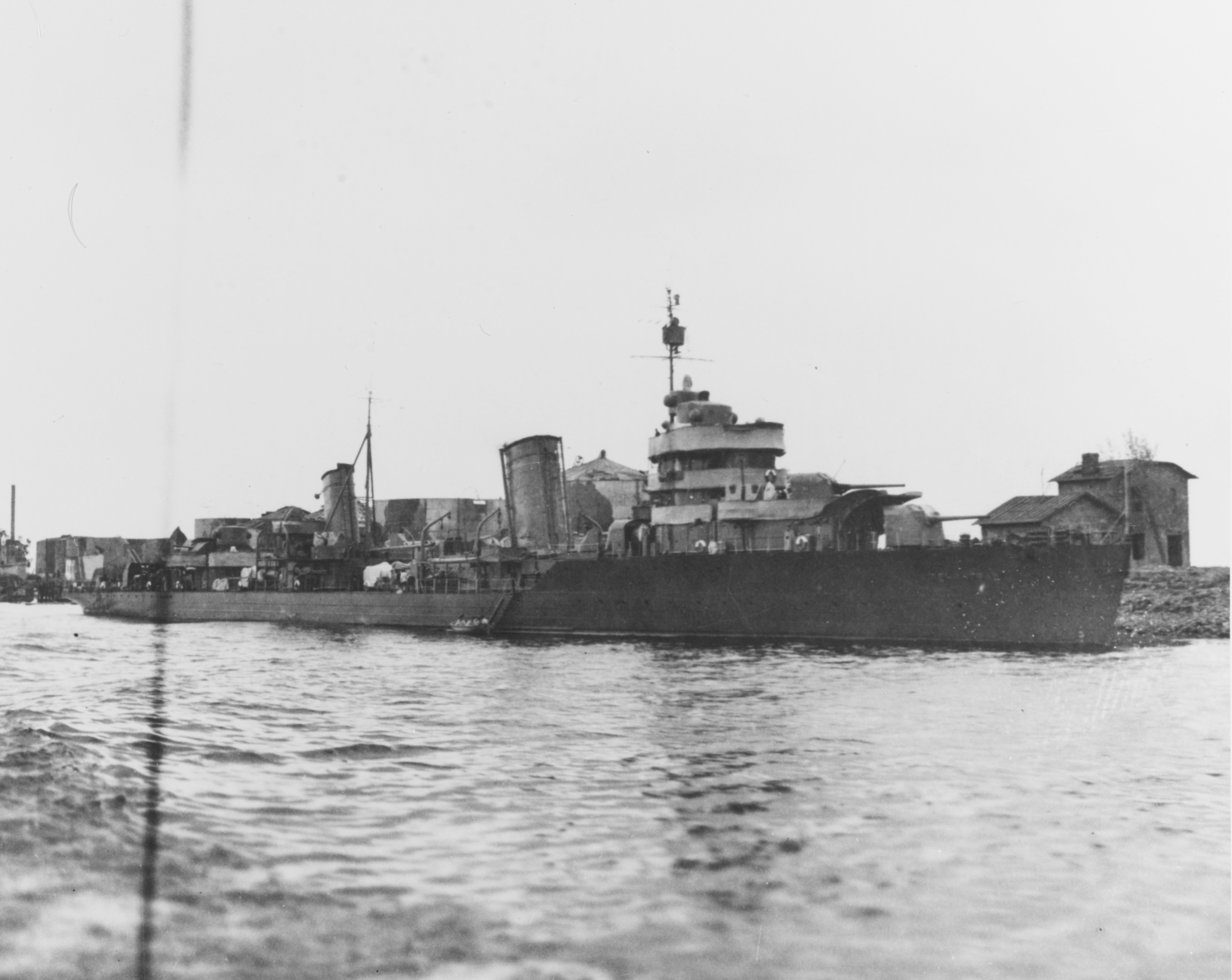
Destructor de la clase Leningrado

El 16 de noviembre de 1939, partió hacia Estambul para participar en el funeral del presidente turco Mustafa Kemal Atatürk, y llegó allí un día después. Mientras estaba en Turquía, 40 oficiales y marineros viajaron a Ankara para depositar una ofrenda floral en la tumba de Mustafa Kemal Atatürk, antes de que el destructor partiera de Estambul el 25 de noviembre y regresara a Sebastopol tres días después de los ejercicios en el mar Negro. El Moscú transportó al ministro turco de Asuntos Exteriores, Şükrü Saracoğlu, de regreso a Estambul entre el 19 y el 20 de octubre de 1939, permaneciendo en el puerto con el destructor Besposhchadny hasta el 23 de octubre.
Fue incluida con el Destacamento de Fuerzas Ligeras de la Flota del Mar Negro, en un escuadrón de barcos destinados a participar en enfrentamientos con flotas enemigas formadas por la Flota del Mar Negro en mayo de 1940, al frente de una de las dos divisiones de destructores del Destacamento de Fuerzas Ligeras, que era capaz de realizar operaciones independientes.
A finales de ese año, participó en maniobras conjuntas con el Distrito Militar Transcaucásico en el este del mar Negro. El teniente comandante Alexander Tujov tomó el mando del barco en febrero de 1941. En caso de un ataque rumano a la Unión Soviética el Moscú, como parte del escuadrón de la Flota del Mar Negro, debía destruir o capturar la flota rumana y cortar comunicaciones, bloqueo de la costa rumana, apoyo a un posible desembarco anfibio y a las tropas soviéticas que avanzaran a lo largo de la costa del Mar Negro. 
Para poner en práctica este plan, participó en ejercicios con el 9.º Cuerpo Especial de Fusileros del Ejército Rojo entre el 4 y el 19 de junio, apoyando un simulacro de desembarco anfibio en la costa occidental de Crimea, cerca de Tendra.

### Segunda Guerra Mundial
Tras el comienzo de la invasión alemana de la Unión Soviética, el escuadrón de la Flota del Mar Negro se le asignó la misión de interrumpir las líneas de comunicaciones y suministro del Eje bombardeando el puerto rumano de Constanza y sus tanques de petróleo. La hora del bombardeo se fijó para las 05:00 horas del 26 de junio, el ataque debía ser precedida por un ataque aéreo de treinta minutos por aviones de la flota que comenzaría una hora antes. Para la incursión, se decidió que el crucero pesado Voroshilov y el destructor Moscú debían cubrir al destructor Járkov, de la clase Leningrado, y los más pequeños destructores Soobrazitelny y Smyshleny, que llevarían a cabo el bombardero del puerto. 
Para evitar posibles ataques aéreos de los aviones del Eje, los barcos comenzaron a zarpar de Sebastopol por la noche, a las 18:00 horas del 25 de junio. Sin embargo, antes de salir de la bahía, se ordenó que los barcos regresaran a puerto porque el plan había sido modificado por el Comisario del Pueblo para la Marina, el vicealmirante Nikolái Kuznetsov, quien ordenó que los destructores Moscú y Járkov realizaran el bombardeo, con los otros barcos en funciones de apoyo. El Moscú y el Járkov partieron de la bahía de Sebastopol a las 20:10, inicialmente en dirección a Odesa como medida de engaño y luego girando hacia su destino poco más de una hora después, seguidos por el grupo de apoyo.
En la mañana del 26 de junio, los destructores Moscú y Járkov bombardearon el puerto como estaba previsto, aunque el ataque aéreo previsto no se llevó finalmente a cabo. El primero disparó 196 salvas de las 350 disparadas entre los dos destructores contra los tanques de petróleo y estaciones de ferrocarril desde una distancia de unos veinte kilómetros aproximadamente, haciendo explotar un tren de municiones e infligiendo daños considerables a las instalaciones del puerto. Mientras se preparaban para partir después de haber disparado durante diez minutos, fueron atacados por la artillería costera alemana y los destructores rumanos Regina Maria y Mărăști a distancias de entre 11.000 y 16.000 m. 
Recortada contra el amanecer, el fuego de las baterías costeras del Eje pronto rodeó al Moscú y golpeó su mástil. Poco después chocó contra una mina, probablemente colocada por los rumanos entre el 16 y el 19 de junio, que partió el barco por la mitad; antes de la incursión, los barcos que la llevaron a cabo no recibieron mapas precisos de la ubicación de los campos de minas. El Moscú se hundió rápidamente, pero los hidroaviones alemanes Heinkel He 50 y los buques torpederos rumanos pudieron rescatar a 69 supervivientes, incluidos siete oficiales. Uno de los oficiales rescatados fue el comandante del barco, el teniente comandante Alexander Tujov.
En 2011, los buzos rumanos descubrieron los restos del naufragio del Moscú a una profundidad de cuarenta metros a veinte kilómetros de Constanza.